# Bertina Lopes

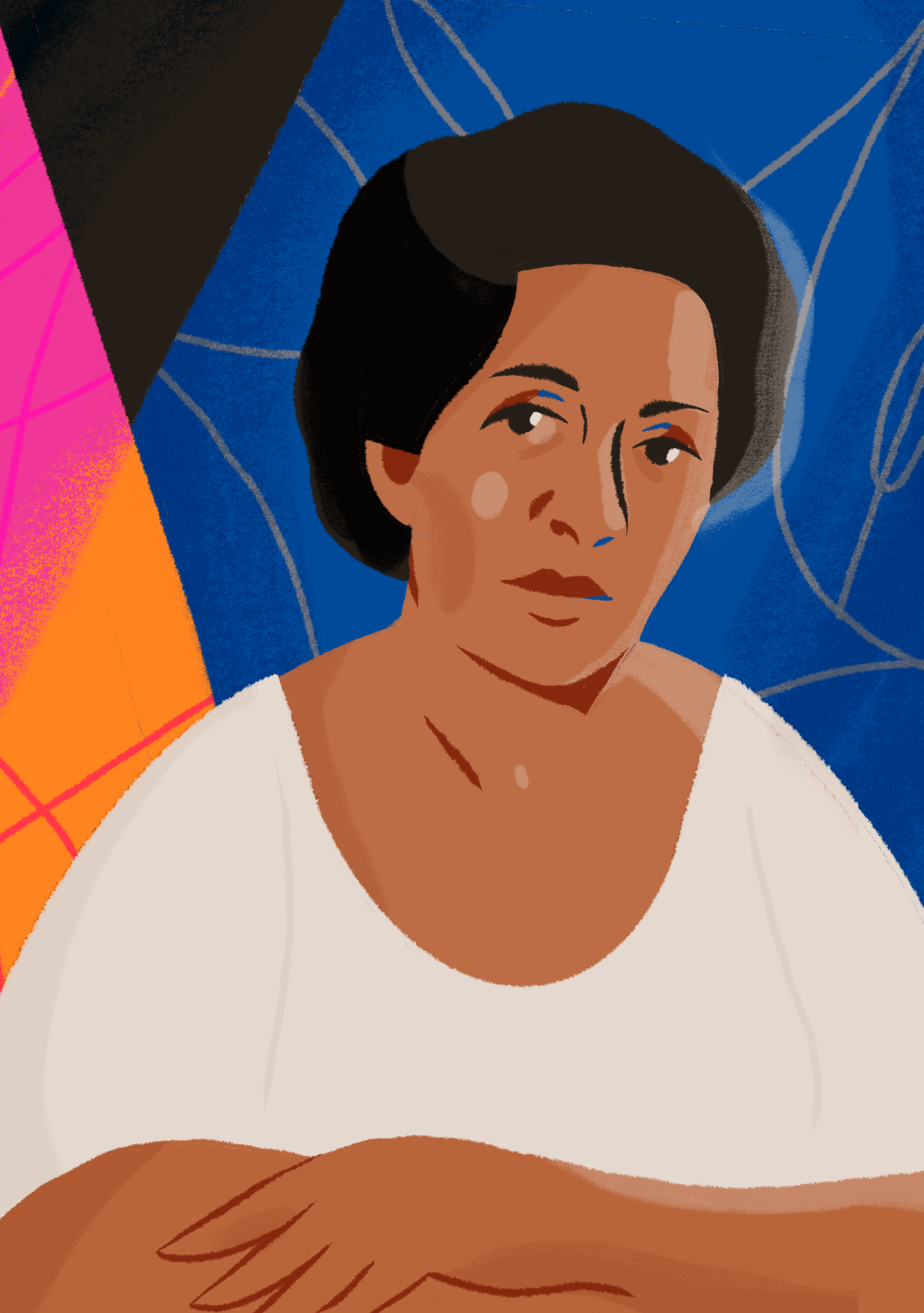
Illustration der Bertina Lopes

Bertina Lopes, auch genannt Mama B, (* 11. Juli 1924 in Lourenço Marques, Portugiesisch-Ostafrika; † 10. Februar 2012 in Rom) war eine mosambikanisch-italienische Malerin und Bildhauerin.

## Leben

### Jugend und Ausbildung
Bertina Lopes wurde am 11. Juli 1924 in Lourenço Marques, der Hauptstadt der portugiesischen Kolonie Mosambik, als eine von vier Töchtern eines portugiesischen Feldarbeiters (oder Händlers) und einer Mosambikanerin geboren. Während sie die Schullaufbahn bis zum zweiten Jahr des Liceus in der Kolonie absolvierte, schloss sie die Sekundarschule in Portugal ab. Zunächst besuchte sie von 1945 bis 1949 einen Malkurs an der Escola de Artes Decorativas António Arroio, später absolvierte sie eine Ausbildung an der Academia Superior de Belas Artes zur Malerin und Bildhauerin. In dieser Zeit lernte sie unter anderem auch Künstler kennen wie den Expressionisten Carlos Botelho und den Surrealisten Marcelino Vespeira, auch Lino António und Celestino Alves sollen zu ihrem Bekanntenkreis gehört haben.

### Rückkehr nach Mosambik
1953 kehrte Lopes zurück nach Mosambik und unterrichtete zunächst bis 1962 an der Mädchen-Berufsschule Escola Técnica General Machado. In der Zeit freundete sich Lopes mit zahlreichen anderen Aktivistinnen und Aktivsten an, die – im Untergrund – für eine Unabhängigkeit Mosambiks eintraten, unter anderem Noémia de Sousa, José Craveirinha und Rui Nogar.
Neben ihrer beruflichen Tätigkeit als Lehrerin war Lopes auch weiterhin künstlerisch tätig: 1956 schuf sie ein großes Wandbild im Geschichts-Pavillon der Ausstellung der sozialen, kulturellen und wirtschaftlichen Aktivitäten anlässlich des Besuchs von Staatspräsident Craveiro Lopes in Mosambik. 1959 wurde Bertina Lopes zur Vorsitzenden der Sektion für plastische Kunst des lokalen Künstlervereins (Núcleo de Arte) gewählt, 1960 wurde sie zur stellvertretenden Vorsitzenden des Verein gewählt.
In dieser Zeit heiratete Lopes den mosambikanischen Dichter Virgílio de Lemos (* 1929 auf Ibo). 1955 bekam Lopes mit ihm Zwillinge. Lemos, der antikoloniale Gedichte veröffentlichte, geriet derweil unter Druck seitens der Kolonialbehörden. Nach einem Verfahren wegen Verunglimpfung der portugiesischen Flagge (1954) trat er dem antikolonialen Kampf im Untergrund bei.

### Exil in Rom
1961 zog Lopes zurück nach Portugal, um dort mit einem Stipendium der Gulbenkian-Stiftung unter Querubim Lapa Keramik zu studieren. Ihre Kinder zogen ein Jahr später nach, ihr Ehemann floh unter Schwierigkeiten nach Paris. Aufgrund des Beginns des Unabhängigkeitskriegs in Mosambik und der damit sich verschärfenden Repression seitens der Kolonialbehörden entschied Lopes, nicht zurückzukehren, sondern dank eines weiteren Stipendiums der Gulbenkian-Stiftung zunächst ab 1964 in Rom im Exil zu leben. Dort heiratete sie 1965 den italienischen Künstler Francesco Confaloni und nahm die italienische Staatsbürgerschaft an.
In Rom zeigte Lopes auch zum ersten Mal 1969 ihre Gemälde in einer internationalen Ausstellung. Seitdem stellte Lopes ihre Bilder unter anderem in Angola, Brasilien, Kap Verde, den Vereinigten Staaten, Deutschland und Russland aus. Zu ihrem Freundeskreis in Rom sollen unter anderem der Bildhauer Marino Marini und der Maler Renato Guttuso gehört haben.
Nach der Unabhängigkeit Mosambiks war es Lopes wieder möglich, ihre Kunst in ihrem Heimatland zu zeigen. Einige ihrer Exponate befinden sich bis heute im Museu Nacional de Arte in Maputo. 1979 erhielt sie die mosambikanische Staatsbürgerschaft.

### Tod
Bertina Lopes’ letzter öffentlicher Auftritt war auf der Biennale in Venedig 2011. Sie starb im Februar 2012 im Alter von 88 Jahren in Rom, wo sie bis zu ihrem Tod gelebt hatte, und begraben wurde. Der mosambikanische Staatspräsident Armando Guebuza hielt anlässlich ihres Todes eine Trauerrede in Maputo.
Es war geplant, ihr Wohnhaus in Rom in ein Museum ihrer Kunst umzuwandeln.

## Auszeichnungen
- 1974: Trullo D’Oro, Fasano di Puglia, Brindisi
- 1975: Internationale Auszeichnung für Malerei des Centro Internazionale d’Arte e Cultura Mediterranea, Korfu
- 1978: Leader d’Arte. Campidoglio, Rom
- 1988: Grand Prix d’Honneur des Europäischen Verbandes der Kunstkritiker
- 1991: „Rachel Carson Memorial Foundation World Prize“
- 1992: „La Plejade per l’Arte“, Rom
- 1993: Ehrenwürde des Portugiesischen Staates, verliehen durch Staatspräsident Mário Soares
- 1995: Auszeichnung Gabriele d’Annunzio, Pescara
- 1996: Auszeichnung Messaggero della Pace UNIPAX, Rom
- 1998: Auszeichnung Arte e Solidarietà nell'Arca, Florenz
- 1998: Auszeichnung Fra’ Angelico, Rom
- 2002: Silberplakette des italienischen Staatspräsidenten